# 1281 Jeanne
1281 Jeanne è un asteroide della fascia principale del diametro medio di circa 21,65 km. Scoperto nel 1933, presenta un'orbita caratterizzata da un semiasse maggiore pari a 2,5576689 UA e da un'eccentricità di 0,2052242, inclinata di 7,45035° rispetto all'eclittica.
Il suo nome è dedicato alla figlia dello scopritore.